# Константин Бадигин
Константин Сергеевич Бадигин e руски военноморски офицер, пътешественик-изследовател, писател, герой на Съветския съюз (1940).

## Биография

### Произход и младежки години
Роден е на 29 ноември 1910 година в Пенза, Русия. Баща му е агроном, а майка му – лекар. През 1928, на 18-годишна възраст, става матрос на парахода „Индигирка“ в Далечния изток и по време на плаванията се готви за изпитите за втори курс на Морския техникум във Владивосток. През 1932 завършва първи по успех във випуска с диплома за капитан. През 1933 се премества в Архангелск и става капитан на кораб-лесовоз, а през 1935 – 1936 е трети помощник-капитан на ледоразбивача „Красин“ и плава по Северния ледовит океан.

### Експедиция на „Георгий Седов“ (1937 – 1940)
През 1937 е назначен за втори помощник-капитан на ледоразбивача „Садко“, който заедно с другите два ледоразбивача „Георгий Седов“ и „Малигин“, на 23 октомври 1937 в море Лаптеви, на 75°21′ с. ш. 132°15′ и. д. / 75.35° с. ш. 132.25° и. д., са сковани от ледовете и започват дрейф на север и североизток.
На 18 март 1938 Бадигин е прехвърлен на ледоразбивача „Георгий Седов“ и назначен за негов капитан с екипаж от 14 души. През април 1938 със самолети са свалени от корабите 184 души. В края на август същата година към хванатите в плен кораби успява да достигне ледоразбивачът „Ермак“, който успява да изведе от ледовете „Садко“ и „Малигин“, а „Георгий Седов“ със своите 15 души екипаж и с повредено рулево устройство остава сред ледовете.
По време на принудителния дрейф, на 29 август 1939 достига 86°39′30″ с. ш. 47°55′00″ и. д. / 86.658333° с. ш. 47.916667° и. д.. На 86°24′ с. ш. 38°35′ и. д. / 86.4° с. ш. 38.583333° и. д. Бадигин и хидрографа на експедицията Виктор Харлампиевич Буйницки откриват най-дълбоката част на Северния ледовит океан (-4975 м). На 13 януари 1940, на 80°30′ с. ш. 1°50′ и. д. / 80.5° с. ш. 1.833333° и. д., в Гренландско море, след като изминава 6100 км за 812 денонощия дрейф, корабът е освободен от ледения плен от ледоразбивача „Йосиф Сталин“ и в края на януари се завръща в Мурманск.

### Следващи години (1940 – 1984)
След завръщането им на 3 февруари 1940 на Бадигин и 14-те члена екипаж е присъдена най-голямата съветска награда герой на Съветския съюз и получава няколкомесечен отпуск, за да работи над книгата си „На корабле „Георгий Седов“ через Ледовитый океан“ (2 изд., 1940) След това е назначен за началник на щурманско-навигационната служба на Морското управление на „ГЛАВСЕВМОРПУТИ“
От 1941 до 1946, по време на Великата Отечествена война е на действителна военна служба, като от 1941 до 1943 е командир на ескадра ледоразбивачи към Беломорската флотилия, началник-щаб на архангелския щаб за морски операции и първи заместник началник на Управлението за Беломорски ледови операции. От 1943 до 1945 е капитан на кораба „Клара Цеткин“ в Тихия океан, като превозва товари от САЩ до Владивосток. През 1946 се пенсионира от флота със звание капитан 3-ти ранг.
След войната завършва Московския педагогически институт, а след това е аспирант към Московския държавен университет. През 1953 защитава дисертация за руските географски открития в Арктика: „По студеным морям“ (Очерки по истории ледовых плаваний русских поморов), М.р 1956, и става кандидат на географските науки.
През 1960 му е поръчано да създаде в Калининград местно отделение на Съюза на писателите, задача, с която се справя отлично. От 1973 е председател на комисията по морска художествена литература към Съюза на писателите на СССР. Пише и издава няколко книги с художествено съдържание, главно на полярна тематика – „Разгадка тайни Земли Андреева“ (1953), „Три зимовки во льдах Арктики“ (1960), „На морских дорогах“ (мемуары, 1978) и др.
Умира на 17 март 1984 година в Москва на 73-годишна възраст.